# Moxico Leste
Moxico Leste é uma província de Angola. Foi criada em 5 de setembro de 2024 a partir da parte oriental da província de Moxico. Sua capital é Cazombo.

## História
Desde pelo menos 2016, houve propostas para dividir o Moxico, anteriormente a maior província de Angola em área, em duas províncias menores. Em 14 de agosto de 2024, a Assembleia Nacional de Angola aprovou uma lei para criar três novas províncias, incluindo a separação dos municípios de Alto Zambeze, Cameia, Luacano e Luau do Moxico para formar a nova província de Moxico Leste. Esta lei entrou em vigor com sua publicação no diário oficial de Angola em 5 de setembro de 2024.
Originalmente, a nova província deveria se chamar "Cassai Zambeze", mas o nome foi alterado após consulta com Nhacatolo Ngambo, o soberano dos povos luvales e lundas.

## Geografia

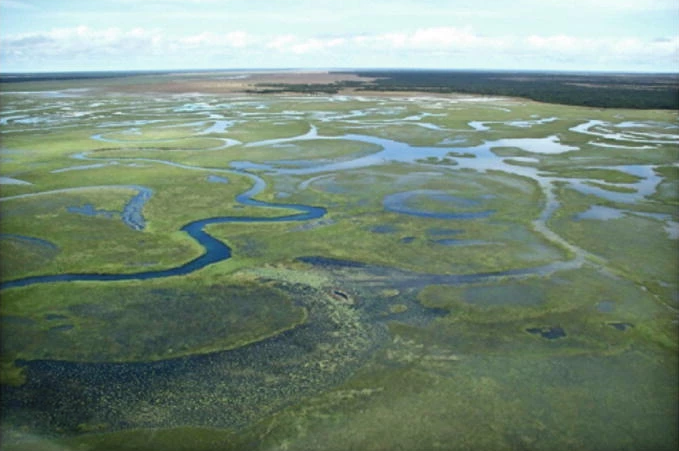
Zonas húmidas da planície de inundação do Bulozi, no Moxico Leste, em 2019, como exemplo da ecorregião de pastagens tropicais denominada "pradarias do Zambeze Ocidental", que domina o leste e sudeste provincial

Moxico Leste faz fronteira com as províncias angolanas de Lunda Sul a noroeste e Moxico a sudoeste. Também faz fronteira com a província de Lualaba, na República Democrática do Congo, a nordeste, e com a província do Noroeste da Zâmbia, a sudeste. Grande parte de Moxico Leste fica na bacia superior do rio Zambeze, exceto a porção ao longo do rio Cassai que demarca a fronteira provincial com Lunda Sul. O Parque Nacional da Cameia está localizado na província, assim como o lago Dilolo, o maior lago de Angola. As ecorregiões encontradas na província incluem florestas de miombo angolanas, florestas secas perenes da Zambézia e pastagens inundadas da Zambézia.

### Clima
O Moxico Leste tem um clima de savana tropical com a estação seca (ou cacimbo) que decorre de maio a agosto.

### Demografia
Os antigos municípios que agora fazem parte do Moxico Leste relataram uma população combinada de 250.584 no censo de 2014. Em 2022, a população desses municípios foi projetada em 318.582 habitantes. Os principais grupos étnicos da região incluem os chócues, luvales e lunda-dembos.

## Administração
O Moxico Leste está dividido nos nove municípios de Caianda, Cameia, Cazombo, Lago-Dilolo, Lóvua do Zambeze, Luacano, Luau, Macondo e Nana Candundo. Cazombo subdivide-se ainda nas comunas de Cazombo e Lumbala Caquengue, e Macondo subdivide-se nas comunas de Macondo e Calunda.
O primeiro governador do Moxico Leste é Crispiniano Vivaldino Evaristo dos Santos, nomeado em dezembro de 2024.

## Economia e infraestrutura
A principal atividade econômica no Moxico Leste é a agricultura. Na época colonial, Alto Zambeze era um grande produtor de arroz em Angola, enquanto hoje Cameia é um produtor local significativo de frutas como laranjas e bananas. A Anglo American, a Rio Tinto e a Ivanhoe Mines estão a prospectar na área minerais como cobre, zinco, titânio e alumínio, uma vez que é nesta província que está a fração angolana do cinturão de cobre da África Central. Muitos angolanos que vivem perto da fronteira nacional vão trabalhar no sul do Congo-Quinxassa e no noroeste da Zâmbia, zonas mais industrializadas e de melhor renda.
O Caminho de Ferro de Benguela atravessa as cidades de Cameia, Luacano e Luau. A rodovia EN-250 liga Luau a Cazombo, mas encontra-se num estado precário de infraestruturas.